# Bầu cử tổng thống Hoa Kỳ 1812
Cuộc bầu cử tổng thống Hoa Kỳ năm 1812 là cuộc bầu cử tổng thống bốn năm một lần thứ bảy. Nó được tổ chức từ ngày 30 tháng 10 đến ngày 2 tháng 12 năm 1812. Diễn ra trong sự loạn lạc bao trùm bởi chiến tranh năm 1812, tổng thống đương nhiệm Dân chủ Cộng hòa James Madison đã đánh bại DeWitt Clinton, người đã thu hút sự ủng hộ từ các thành viên bất đồng chính kiến của đảng Dân chủ Cộng hòa ở miền Bắc cũng như đảng Liên bang. Đây là cuộc bầu cử tổng thống đầu tiên được tổ chức trong một cuộc chiến tranh lớn liên quan đến Hoa Kỳ.
Các đảng viên miền Bắc Dân chủ Cộng hòa từ lâu đã không hài lòng bởi sự thống trị ở miền Nam trong đảng của họ, bởi chú của DeWitt Clinton, Phó Tổng thống George Clinton, đã không thành công khi thách thức Madison cho đề cử tổng thống năm 1808 của đảng. Trong khi phiên họp kín đề cử của Đảng Dân chủ Cộng hòa vào tháng 5 năm 1812 đã đề cử lại Madison, phiên họp kín ở New York của đảng, cũng được tổ chức vào tháng 5, đề cử Clinton làm tổng thống. Sau khi Hoa Kỳ tuyên chiến với Vương quốc Anh vào tháng 6 năm 1812, Clinton đã tìm cách thành lập một liên minh gồm những người theo Đảng Dân chủ Cộng hòa và Liên bang phản chiến. Với Clinton trong cuộc đua, Đảng Liên bang từ chối chính thức đưa ra một ứng cử viên, hy vọng các thành viên của họ sẽ bỏ phiếu cho Clinton, nhưng họ đã không chính thức tán thành ông, vì sợ rằng sự tán thành rõ ràng với Clinton sẽ ảnh hưởng đến vận mệnh của đảng trong các cuộc đua khác. Thành viên từ Đảng Liên bang Jared Ingersoll ở Pennsylvania đã trở thành người bạn điều hành trên thực tế của Clinton.
Bất chấp thành công của Clinton trong việc thu hút sự ủng hộ của Đảng Liên bang, Madison đã tái đắc cử với 50,4% số phiếu phổ thông so với 47,6% của đối thủ, khiến cuộc bầu cử năm 1812 trở thành cuộc bầu cử sít sao nhất cho đến thời điểm đó về số phiếu phổ thông. Clinton đã giành được thành trì Liên bang ở New England cũng như ba bang Trung Đại Tây Dương, nhưng Madison thống trị miền Nam và chiến thắng ở Pennsylvania. Mặc dù Madison giành được chiến thắng tương đối thoải mái trong cuộc bỏ phiếu đại cử tri, đây là cuộc bầu cử có tỉ lệ sít sao nhất được tổ chức từ năm 1800 đến năm 1824.

## Hoàn cảnh
Xung đột quân sự còn sót lại từ các cuộc Chiến tranh Napoléon ở châu Âu đã ngày càng trở nên tồi tệ trong suốt nhiệm kỳ đầu tiên của James Madison, với việc người Anh và người Pháp đều phớt lờ quyền trung lập của Hoa Kỳ trên biển bằng cách bắt giữ các tàu Mỹ và tìm kiếm những người được cho là người Anh đào ngũ..Người Anh tạo thêm các hành động khiêu khích bằng cách gây ấn tượng với các thủy thủ Mỹ, duy trì các pháo đài trong lãnh thổ Hoa Kỳ ở Tây Bắc, và hỗ trợ thổ dân Mỹ trong cuộc chiến với Hoa Kỳ ở cả Tây Bắc và Tây Nam.
Trong khi đó, những kẻ bành trướng ở phía nam và phía tây của Hoa Kỳ thèm muốn Canada của Anh và Florida của Tây Ban Nha và muốn sử dụng các hành động khiêu khích của Anh như một cái cớ để chiếm cả hai khu vực. Áp lực ngày càng tăng, với kết quả là Hoa Kỳ tuyên chiến với Vương quốc Anh vào ngày 12 tháng 6 năm 1812. Điều này xảy ra sau khi Madison được đảng Dân chủ Cộng hòa đề cử, nhưng trước khi những người Liên bang đưa ra đề cử.

## Đề cử

### Đề cử của Đảng Dân chủ Cộng hoà
| Đề cử của Đảng Dân chủ-Cộng hòa, 1812  |                                             |
| James Madison                          | Elbridge Gerry                              |
| cho tổng thống                         | cho phó tổng thống                          |
|                                        |                                             |
| Tổng thống thứ tư của Hoa Kỳ 1809-1817 | Thống đốc thứ 9 của Massachusetts 1810-1812 |
| Chiến dịch                             |                                             |

Nhiều đảng viên Dân chủ Cộng hòa ở các bang phía bắc không hài lòng về sự thống trị chức vụ tổng thống bởi bang Virginia (ba trong số bốn Tổng thống thời đó là người Virginia), và thay vào đó họ muốn đề cử một người khác thay vì đề cử lại Madison. Ban đầu, những hy vọng này được đặt lên vai Phó Tổng thống George Clinton, nhưng sức khỏe yếu, tuổi cao (72) và cái chết của ông vào tháng tư cùng năm đã loại bỏ ông. Ngay cả trước khi Clinton qua đời vào ngày 20 tháng 4 năm 1812, cháu trai của ông là DeWitt Clinton đã được phe Dân chủ Cộng hòa miền bắc coi là ứng cử viên chống lại Madison.
Với hy vọng ngăn chặn một phong trào nghiêm trọng chống lại Tổng thống đương nhiệm James Madison và sự chia rẽ của Đảng Dân chủ Cộng hòa, một số đề xuất đưa DeWitt Clinton trở thành ứng cử viên cho chức Phó Tổng thống, tiếp quản chính chức vụ mà chú của ông hiện đang nắm giữ. DeWitt không phản đối lời đề nghị, nhưng muốn đợi cho đến khi kết thúc phiên họp kín ở New York, cuộc họp này sẽ không được tổ chức cho đến sau khi phiên họp của Quốc hội, để đưa ra quyết định cuối cùng của mình. Các phiên họp kín ban đầu được tổ chức ở các bang Virginia và Pennsylvania, cả hai đều cam kết ủng hộ Madison. Vào ngày 18 tháng 5, một phiên họp kín của Quốc hội Dân chủ Cộng hòa đã được tổ chức, và James Madison chính thức được đề cử là ứng cử viên của đảng mình, mặc dù có sự chia rẽ khá rõ ràng; chỉ có 86 trong số 134 Thượng nghị sĩ và Hạ nghị sĩ đảng Dân chủ Cộng hòa tham gia cuộc họp kín. Họ cần tìm kiếm một người miền Bắc cho chức Phó Tổng thống, phiên họp kín đã chọn Thống đốc New Hampshire John Langdon trở thành liên danh tranh cử cùng Madison. Tuy nhiên, Langdon đã từ chối do tuổi cao của mình, lúc đó đã 70 tuổi. Một cuộc họp kín thứ hai đã đề cử Thống đốc Elbridge Gerry của Massachusetts cho chức Phó Tổng thống mặc dù ông không trẻ hơn Langdon nhiều (68 tuổi).
Khi phiên họp kín ở New York diễn ra vào ngày 29 tháng 5, nó đã được thống trị bởi những người Dân chủ Cộng hòa phản chiến, và hầu như nhất trí đề cử DeWitt Clinton cho chức vụ tổng thống. Việc ứng cử công khai hiện nay của Clinton đã bị phản đối bởi nhiều người sợ rằng Clinton có xu hướng xé bỏ đảng Dân chủ Cộng hòa. Vấn đề về cách thức tiến hành chiến dịch tranh cử của ông cũng trở thành một vấn đề lớn đối với Clinton, đặc biệt là liên quan đến cuộc chiến với người Anh sau ngày 12/6. Nhiều người ủng hộ Clinton là những người ủng hộ chiến tranh, những người ủng hộ các biện pháp cực đoan để buộc người Anh tham gia các cuộc đàm phán có lợi cho Hoa Kỳ, trong khi Clinton biết rằng ông sẽ phải kêu gọi những người Liên bang chiến thắng, và họ gần như hoàn toàn phản đối cuộc chiến.

### Đề cử của Đảng Liên bang
| Đề cử Đảng Liên bang, 1812                      |
| Jared Ingersoll                                 |
| cho Phó chủ tịch                                |
|                                                 |
| Tổng chưởng lý thứ 5 và thứ 11 của Pennsylvania |

Trước khi Clinton tham gia cuộc đua với tư cách là đối thủ của Tổng thống Madison, Chánh án John Marshall là người phù hợp chio đề cử của Đảng Liên bang, một nhân vật tương đối phổ biến, người có thể gánh vác phần lớn vùng Đông Bắc trong khi có khả năng chiếm cả Virginia và Bắc Carolina. Nhưng với Clinton trong cuộc đua, những người Liên bang sẽ không còn có thể dựa vào số phiếu đại cử tri ở New York, có thể đưa cuộc bầu cử cho Hạ viện, do đảng Dân chủ Cộng hòa thống trị, nơi Madison gần như chắc chắn sẽ được bầu.
Trước những thực tế đó, đảng Liên bang đã cân nhắc việc tán thành ứng cử viên của Clinton trong một thời gian, nhưng tại cuộc họp kín vào tháng 9, đảng này đã quyết định rằng đảng này đơn giản là sẽ không đưa ra một ứng cử viên nào vào năm đó và không tán thành Clinton. Mặc dù có nhiều sự ủng hộ trong số những người Liên bang dành cho Clinton, nhưng có cảm giác rằng việc công khai tán thành ông là đề cử của đảng cho vị trí tổng thống sẽ làm tổn hại cơ hội của ông ở những bang nơi những người Liên bang vẫn không được ưa chuộng và làm những người Dân chủ Cộng hòa vốn thường ủng hộ việc ứng cử của ông chống lại ông. Một phiên họp kín của Đảng Liên bang ở Pennsylvania đã chọn đề cử Jared Ingersoll, Tổng chưởng lý của bang, làm liên danh tranh cử cùng Clinton, một động thái mà Clinton quyết định ủng hộ khi xem xét tầm quan trọng của các đại cử tri Pennsylvania.

## Tổng tuyển cử

### Chiến dịch
Cuộc chiến đã làm lu mờ chiến dịch. Clinton tiếp tục chiến dịch tranh cử trong khu vực, theo lập trường phản chiến ở Đông Bắc (nơi bị chiến tranh gây hại nhiều nhất), và lập trường ủng hộ chiến tranh ở các bang phía Nam và phía Tây. Cuộc bầu cử cuối cùng xoay quanh New York và Pennsylvania, và trong khi Clinton giành được bang nhà của mình, ông đã thất bại ở Pennsylvania và do đó đã thua cuộc bầu cử. Mặc dù Clinton thua cuộc, cuộc bầu cử là cuộc bầu cử với thành tích tốt nhât ủa Đảng Liên bang từ thời Adams, vì đảng này đã giành được nhiều lợi ích trong Quốc hội và giữ cho cuộc bầu cử tổng thống diễn ra sít sao. Các đảng viên Dân chủ Cộng hòa ủng hộ Clinton ở nhiều bang đã từ chối làm việc với những người đồng cấp Liên bang của họ (đặc biệt là ở Pennsylvania) và Clinton thường được hầu hết mọi người coi là ứng cử viên của Đảng Liên bang, mặc dù ông không được họ chính thức đề cử. Madison là tổng thống đầu tiên trong số bốn tổng thống trong lịch sử Hoa Kỳ giành chiến thắng trong cuộc bầu cử nhằm tìm kiếm thêm nhiệm kì với tỷ lệ phiếu đại cử tri thấp hơn so với các cuộc bầu cử trước, vì Madison đã giành được 69,3% số phiếu đại cử tri vào năm 1808, nhưng chỉ giành được 58,7% cuộc bầu cử năm 1812. Ba người còn lại là Woodrow Wilson năm 1916, Franklin D. Roosevelt năm 1940 và 1944 và Barack Obama năm 2012. Ngoài ra, Madison là tổng thống đầu tiên trong số năm tổng thống giành chiến thắng trong cuộc bầu cử nhằm tìm kiếm thêm nhiệm kì với tỷ lệ phổ thông đầu phiếu nhỏ hơn so với các cuộc bầu cử trước đó, mặc dù vào năm 1812, chỉ có 6 trong số 18 bang chọn đại cử tri theo phương thức phổ thông đầu phiếu. Bốn người còn lại là Andrew Jackson năm 1832, Grover Cleveland năm 1892, Franklin Roosevelt năm 1940 và 1944 và Obama năm 2012.

### Kết quả
| Ứng viên tổng thống        | Đảng                  | Tiểu bang nhà      | Phiếu Phổ thông    | Phiếu Phổ thông    | Phiếu Đại Cử tri | Liên danh               | Liên danh     | Liên danh        |
| Ứng viên tổng thống        | Đảng                  | Tiểu bang nhà      | Số phiếu           | %                  | Phiếu Đại Cử tri | Ứng viên Phó tổng thống | Tiểu bang nhà | Phiếu Đại cử tri |
| -------------------------- | --------------------- | ------------------ | ------------------ | ------------------ | ---------------- | ----------------------- | ------------- | ---------------- |
| James Madison đương nhiệm) | Đảng Dân chủ Cộng hoà | Virginia           | 140.431            | 50,4%              | 128              | Elbridge Gerry          | Massachusetts | 128              |
| DeWitt Clinton             | Đảng Dân chủ Cộng hoà | New York           | 132.781            | 47,6%              | 89               | Jared Ingerson          | Pennsylvania  | 86               |
| DeWitt Clinton             | Đảng Dân chủ Cộng hoà | New York           | 132.781            | 47,6%              | 89               | Elbride Gerry           | Massachusetts | 3                |
| Rufus King                 | Đảng Liên bang        | New York           | 5.574              | 2,0%               | 0                | William R. Davie        | Bắc Carolina  | 0                |
| Tổng cộng                  | Tổng cộng             | Tổng cộng          | 278.786            | 100%               | 217              |                         |               | 217              |
| Cần để chiến thắng         | Cần để chiến thắng    | Cần để chiến thắng | Cần để chiến thắng | Cần để chiến thắng | 109              |                         |               | 109              |

| \| Phiếu Phổ thông \| Phiếu Phổ thông \| Phiếu Phổ thông \| Phiếu Phổ thông \| Phiếu Phổ thông \| \| --------------- \| --------------- \| --------------- \| --------------- \| --------------- \| \| \| \| \| \| \| \| Madison \| Madison \| \| 50.4% \| 50.4% \| \| Clinton \| Clinton \| \| 47.6% \| 47.6% \| \| King \| King \| \| 2.0% \| 2.0% \| |         |  |       |       |
| Phiếu Phổ thông |         |  |       |       |
| |         |  |       |       |
| Madison | Madison |  | 50.4% | 50.4% |
| Clinton | Clinton |  | 47.6% | 47.6% |
| King | King    |  | 2.0%  | 2.0%  |

| \| Phiếu Đại cử tri bầu Tổng thống \| Phiếu Đại cử tri bầu Tổng thống \| Phiếu Đại cử tri bầu Tổng thống \| Phiếu Đại cử tri bầu Tổng thống \| Phiếu Đại cử tri bầu Tổng thống \| \| ------------------------------- \| ------------------------------- \| ------------------------------- \| ------------------------------- \| ------------------------------- \| \| \| \| \| \| \| \| Madison \| Madison \| \| 58.7% \| 58.7% \| \| Clinton \| Clinton \| \| 40.8% \| 40.8% \| |         |  |       |       |
| Phiếu Đại cử tri bầu Tổng thống |         |  |       |       |
| |         |  |       |       |
| Madison | Madison |  | 58.7% | 58.7% |
| Clinton | Clinton |  | 40.8% | 40.8% |

| \| Phiếu Đại cử tri bầu Phó Tổng thống \| Phiếu Đại cử tri bầu Phó Tổng thống \| Phiếu Đại cử tri bầu Phó Tổng thống \| Phiếu Đại cử tri bầu Phó Tổng thống \| Phiếu Đại cử tri bầu Phó Tổng thống \| \| ----------------------------------- \| ----------------------------------- \| ----------------------------------- \| ----------------------------------- \| ----------------------------------- \| \| \| \| \| \| \| \| Gerry \| Gerry \| \| 60.1% \| 60.1% \| \| Ingersoll \| Ingersoll \| \| 39.4% \| 39.4% \| \| Không tham gia bầu cử \| Không tham gia bầu cử \| \| 0.5% \| 0.5% \| |                       |  |       |       |
| Phiếu Đại cử tri bầu Phó Tổng thống |                       |  |       |       |
| |                       |  |       |       |
| Gerry | Gerry                 |  | 60.1% | 60.1% |
| Ingersoll | Ingersoll             |  | 39.4% | 39.4% |
| Không tham gia bầu cử | Không tham gia bầu cử |  | 0.5%  | 0.5%  |